# Markus Heinzelmann (Kurator)
Markus Heinzelmann (* 1965 in Frankfurt am Main) ist ein deutscher Kunsthistoriker, Kurator, Museumsdirektor und Hochschullehrer.

## Leben
Heinzelmann wuchs in Frankfurt am Main auf. 1984/85 absolvierte er ein Studium generale am Leibniz Kolleg in Tübingen. 1985 bis 1987 leistete er seinen Zivildienst beim Tübinger Verein für Sozialtherapie bei Kindern und Jugendlichen e. V. / Tübinger Jugendwohngruppen. Heinzelmann studierte Kunstgeschichte, Politologie, Mittlere und Neuere Geschichte an der Universität Münster, wo er 1997 im Fach Kunstgeschichte mit einer Arbeit über „Die Landschaftsmalerei der Neuen Sachlichkeit und ihre Rezeption zur Zeit des Nationalsozialismus“ promoviert wurde.
In den Jahren 1997 bis 1999 war Heinzelmann als wissenschaftlicher Mitarbeiter am Sprengel Museum Hannover tätig. Von dort wechselte er nach München und arbeitete als Projektleiter Bildende Kunst beim Siemens Arts Program. Vom Mai 2006 bis Februar 2018 leitete er das Museum Morsbroich in Leverkusen. Seit Februar 2021 ist er Inhaber der Stiftungsprofessur „Museale Praxis“ im Kunstgeschichtlichen Institut der Ruhr-Universität Bochum.

## Kuratorische Arbeit
Heinzelmann ist spezialisiert auf die Kunst der Klassischen Moderne und der Gegenwart. Er rekonstruierte 1999 die Rettung des Werks von Emil Nolde vor dem Zugriff der Nationalsozialisten durch den Hannoveraner Fabrikanten und Kunstsammler Bernhard Sprengel. Im Jahr zuvor hatte er unter dem Titel Das große Dadagluten (Hannover, Ishøj, Santiago de Compostela, Lissabon, Madrid 1998/1999) die Sammlung von Ernst Schwitters erforscht und erstmals präsentieren können.
Ein besonderer Schwerpunkt der kuratorischen Arbeit Heinzelmanns liegt auf der Fotografie. Er verantwortete Ausstellungen wie Albert Renger-Patzsch/Thomas Struth: Fotografien von Münster (Münster 1996/1997), Der Kontrakt des Fotografen (Berlin, Leverkusen 2006/2007), Gerhard Richter. Übermalte Fotografien (Leverkusen, Genf, Madrid 2008/2009), Projects: Done. Eine Ausstellung von Candida Höfer mit Kuehn Malvezzi (Leverkusen, Vigo, Sevilla 2009/2010) oder Michael Schmidt. Lebensmittel (Leverkusen, Innsbruck, Berlin 2012/2013).
2007 bis 2011 arbeitete Markus Heinzelmann an dem Projekt im Museum Morsbroich Wolf Vostell und der Fluxus-Bewegung in Nordrhein-Westfalen ein Sammlungs- und Forschungszentrum einzurichten. Wegen finanziellen Schwierigkeiten und Uneinigkeit zwischen Heinzelmann und den Wolf Vostell-Erben konnte dieses Projekt nicht verwirklicht werden. Ursprünglich war Rolf Wedewer der Initiator dieses Projektes.
Im Bereich der Gegenwartskunst ist Heinzelmann für seine thematischen Ausstellungen bekannt, mit denen er wiederholt drängende gesellschaftliche Fragestellungen bearbeitete. Plug-in. Einheit und Mobilität (Münster 2001) thematisierte die Rezeption der modularen Architekturvisionen der 1960er Jahre in der Gegenwart; Auf eigene Gefahr (Frankfurt 2003), widmete sich dem Thema des Risikos; Gegen den Strich. Neue Formen der Zeichnung (Baden-Baden 2004) zeigte die Auflösung tradierter Gattungsbegriffe; Rückkehr ins All (Hamburg 2005) widmete sich noch einmal der Frage der Rezeption utopischer Ideale in einer ausverhandelten Gesellschaft. Mit seiner Antrittsausstellung im Museum Morsbroich Personal Affairs. Neue Formen der Intimität (Leverkusen 2006/2007) legte Heinzelmann das Augenmerk auf die Krise der öffentlichen Kommunikation. Slow Paintings (Leverkusen 2009/2010) zeigte Malerei, deren entschleunigte Rezeption mit einem besonders komplexen Entstehungsprozess in Beziehung steht. Zu Heinzelmanns monographischen Ausstellungen zählen u. a. Atelier van Lieshout – Modulare Multi-Frauen-Betten (Hannover 1998/1999), Markus Schinwald: Tableau Twain (Frankfurt 2004), Ann Veronica Janssens – An den Frühling (Leverkusen 2007), Bernard Frize. And How and Where and Who (Leverkusen 2010).
Mit der Ausstellung Keramische Räume. Lucio Fontana, Norbert Prangenberg, Thomas Schütte, Rosemarie Trockel, Markus Karstieß hat Heinzelmann im Jahr 2014 die außergewöhnliche Rezeptionsgeschichte der Kunst von Lucio Fontana im Rheinland erforscht. Daran anschließend beschäftigte sich Ruhe vor dem Sturm. Postminimalistische Kunst aus dem Rheinland im Jahr 2015 mit der Verarbeitung der amerikanischen Minimal Art durch Künstler wie Joseph Beuys, Isa Genzken, Sigmar Polke, Gerhard Richter, Rosemarie Trockel, die zu einer gemeinsamen Entwicklung der postmodernen Kunst in New York und dem Rheinland um 1977 überleitete.
Im Rahmen seiner Stiftungsprofessur „Museale Praxis“ im Kunstgeschichtlichen Institut der Ruhr-Universität Bochum hat Heinzelmann gemeinsam mit Studierenden im Museum unter Tage, Bochum, Ausstellungen wie Die Kraft des Staunens, Der Neue Materialismus in der Gegenwartskunst, 2022, Eintauchen in die Kunst, 2023, Glückliche Tage, 2024, kuratiert.
2024 hat Heinzelmann als Gastkurator die Ausstellung Gerhard Richter. Verborgene Schätze. Werke aus rheinischen Privatsammlungen im Kunstpalast (Düsseldorf), betreut, die über 200.000 Besucher zählte.

## Auszeichnungen
- 2008: Ausstellung des Jahres in NRW für Gerhard Richter. Übermalte Fotografien.[12]
- 2009: Wahl des Museums Morsbroich zum „Museum des Jahres in Deutschland“ durch den Internationalen Kunstkritikerverband (aica).[13]
- 2010: Justus-Bier-Preis für Kuratoren (gemeinsam mit Doreen Mende) für die Ausstellung Projects: Done. Eine Ausstellung von Candida Höfer mit Kuehn Malvezzi im Museum Morsbroich.[14]
- 2015: Wahl des Jahresprogramms des Museum Morsbroich zum besten Programm aller Kunstmuseen in NRW.[15]